# Vexillology
Vexillology je druhé studiové album kanadského elektronického muzikanta Deadmau5e. Je to jedno z jeho dvou alb kde není použita tzv. "Mau5head" - jeho rozpoznávací prostředek a část jeho kostýmu - na obalu CD (to druhé je At Play).

## Seznam skladeb
| Pořadí         | Název           | Délka |
| -------------- | --------------- | ----- |
| 1.             | 1981            | 6:45  |
| 2.             | Bounce          | 5:37  |
| 3.             | Dr. Funkenstein | 7:13  |
| 4.             | Fustercluck     | 4:52  |
| 5.             | Lai             | 7:35  |
| 6.             | Orca            | 8:30  |
| 7.             | Plus            | 7:30  |
| 8.             | Apply Overnight | 5:12  |
| 9.             | TL7             | 4:27  |
| 10.            | Trepid          | 7:07  |
| Celková délka: | Celková délka:  | 64:48 |